# Язва Бурули
Язва Бурули (ЯБ) — это малоизученное инфекционное заболевание, возбудителем которого является Mycobacterium ulcerans. Нозология официально занесена Всемирной Организацией Здравоохранения в список забытых болезней.

## Историческая справка
В 1897 году английский врач Альберт Кук впервые описал кожные язвы, которые характерны ЯБ, а в 1948 году группа австралийских врачей во главе с профессором Питером МакКаллэмом подробно выделили возбудитель этого заболевания — Mycobacterium ulcerans. Название язвы пошло от графства Бурули в Уганде (на сегодняшний день этот район называется Накасонгола), где наиболее часто в середине XX века регистрировалось данное заболевание. С 1980-х годов ЯБ начала распространяться по всему миру.

## Эпидемиология
Заболевание было зафиксировано примерно в тридцати странах мира, причем в основном это были тропические и субтропические страны. В основном, заболевание регистрируется у людей в возрасте около 15 лет. На сегодняшний день наиболее эндемичными странами по ЯБ являются Бенин, Кот-д'Ивуар, Гана, Гвинея, Либерия, Нигерия, Сьерра-Леоне и Того.

## Клиническая картина
Язва Бурули часто начинается с образования безболезненной опухоли (узла). Она может также начинаться с появления большой безболезненной области уплотнения (бляшки) или диффузной безболезненной опухоли на ногах, руках или лице (отёка). Из-за способности токсина миколактона подавлять местный иммунный ответ болезнь прогрессирует без боли и без повышения температуры. При отсутствии лечения, а иногда и во время лечения антибиотиками через четыре недели на узле, бляшке или отёке образуется язва с характерными размытыми границами. Иногда поражаются кости, что приводит к значительным деформациям. С точки зрения степени тяжести есть три категории болезни: категория I — один небольшой очаг поражения (32 %), категория II — безъязвенные и язвенные бляшечные и отечные формы (35 %) и категория III — диссеминированные и смешанные формы, такие как остит, остеомиелит, поражение суставов (33 %).

## Диагностика
Диагностического теста для использования на местах не существует. Для разработки такого теста ведутся научные исследования.
Для подтверждения язвы Бурули можно использовать четыре стандартных лабораторных метода. Основным методом для подтверждения диагноза является полимеразная цепная реакция (ПЦР) IS2404, так как этот тест характеризуется самой высокой чувствительностью, а его результаты могут быть получены через 48 часов.
На совещании по вопросам борьбы с язвой Бурули и научным исследованиям в этой области, состоявшемся в Женеве 25–27 марта 2013 года, эксперты рекомендовали подтверждать с помощью ПЦР по меньшей мере 70 % зарегистрированных случаев заболевания. Сеть ВОЗ, в состав которой входят 16 лабораторий в 13 институтах как эндемичных, так и неэндемичных стран, поддерживает национальные программы по борьбе с язвой Бурули в осуществлении этой рекомендации.
В зависимости от возраста пациента, локализации поражений, наличия боли и географической области при постановке диагноза необходимо исключить другие состояния, которые включают трофические фагеденические язвы, хронические язвы голени в результате артериальной или венозной недостаточности (часто встречающиеся среди пожилых и старых людей), диабетическую язву, кожный лейшманиоз и обширную фрамбезию.
Узловые поражения на ранних стадиях иногда принимают за фурункулы, липомы, ганглии, туберкулёз лимфатического узла, узлы онхоцеркоза или другие подкожные инфекции, такие как грибковые инфекции. В Австралии папулёзные поражения на начальных стадиях могут приниматься за укусы насекомого. Флегмона может выглядеть как отёк, вызванный инфекцией M. ulcerans, но в случае флегмоны поражённые места болезненны и пациент испытывает недомогание и лихорадку.

## Лечение
ВОЗ рекомендует следующие виды терапии:
1. Для лечения язвы Бурули используются различные виды комбинированной терапии антибиотиками в течение восьми недель:
комбинированная терапия рифампицином (10 мг/кг один раз в день) и стрептомицином (15 мг/кг один раз в день); 
или комбинированная терапия рифампицином (10 мг/кг один раз в день) и кларитромицином (7,5 мг/кг два раза в день) применяется, хотя её эффективность не проверена в ходе рандомизированного клинического испытания. В связи с тем, что стрептомицин противопоказан во время беременности, комбинированная терапия рифампицином и кларитромицином считается более безопасным вариантом для этой группы пациентов; 
или комбинированная терапия рифампицином (10 мг/кг один раз в день) и моксифлоксацином (400 мг один раз в день) также применяется, хотя её эффективность не проверена в ходе рандомизированного клинического испытания.
2. Дополнительное лечение: уход за ранами, хирургия (главным образом, хирургическая обработка и пересадка кожи) и прочее — может быть необходимо в зависимости от стадии болезни.
ВИЧ-инфекция не является фактором риска, но она ослабляет иммунную систему, что способствует более интенсивному прогрессированию язвы Бурули. У пациентов с коинфекцией часто наблюдаются многоочаговые поражения и остеомиелит. При ведении коинфекции ЯБ/ВИЧ можно следовать руководящим принципам по ведению коинфекции ТБ/ВИЧ:
- всем пациентам с ЯБ необходимо предлагать консультирование и тестирование на ВИЧ;
- пациенты с коинфекцией ЯБ/ВИЧ должны проходить скрининг на туберкулез;
- в отношении туберкулёза пациенты с коинфекцией ЯБ/ВИЧ могут получать антиретровирусную терапию на ранних стадиях для обеспечения лучшей ответной реакции на лечение.

## Профилактика
Вакцины для первичной профилактики язвы Бурули нет. Вакцинация бациллой Кальметта — Герена (БЦЖ) обеспечивает некоторую кратковременную защиту от этой болезни. Вторичная профилактика основана на раннем выявлении случаев заболевания.